# Mahlon Houkarawa
Mahlon Houkarawa (23 aprile 1976) è un ex calciatore salomonese, di ruolo difensore.

## Carriera

### Nazionale
Ha debuttato in Nazionale il 5 luglio 2002, in Papua Nuova Guinea-Isole Salomone (0-0). Ha messo a segno la sua prima rete con la maglia della Nazionale il 4 giugno 2004, in Isole Salomone-Figi (2-1), siglando la rete del definitivo 2-1 al minuto 82. Ha partecipato, con la Nazionale, alla Coppa d'Oceania 2002 e alla Coppa d'Oceania 2004. Ha collezionato in totale, con la maglia della Nazionale, 21 presenze e una rete.